# Telotheta muscipunctata
Telotheta muscipunctata är en fjärilsart som beskrevs av Paul Dognin 1892. Telotheta muscipunctata ingår i släktet Telotheta och familjen mätare. Inga underarter finns listade i Catalogue of Life.